# Joseph Hazelton
Joseph Hazelton (Wilmington, 1853 – Los Angeles, 8 ottobre 1936) è stato un attore statunitense.

## Biografia
Da bambino, fu uno dei testimoni dell'assassinio di Abraham Lincoln, ucciso nel Ford's Theatre di Washington dall'attore John Wilkes Booth.
Attore teatrale e cinematografico, girò nella sua carriera - che si svolse interamente nell'epoca del muto, oltre una cinquantina di pellicole.
Morì in California, a Los Angeles, l'8 ottobre 1936, all'età di 83 anni.

## Filmografia
- The House of His Master, regia di Lem B. Parker - cortometraggio (1912)
- Into the Genuine, regia di Lem B. Parker - cortometraggio (1912)
- A Man Among Men, regia di Hardee Kirkland - cortometraggio (1912)
- The Hobo's Rest Cure, regia di Chauncy D. Herbert - cortometraggio (1912)
- The Ex-Convict's Plunge, regia di Hardee Kirkland - cortometraggio (1913)
- The Suwanee River, regia di Hardee Kirkland - cortometraggio (1913)
- Sweeney's Dream, regia di Charles H. France - cortometraggio (1913)
- Granny's Old Armchair, regia di Hardee Kirkland - cortometraggio (1913)
- The Water Rat, regia di Oscar Eagle - cortometraggio (1913)
- The Adventures of a Watch; or, Time Flies and Comes Back, regia di Hardee Kirkland - cortometraggio (1913)
- Tobias Wants Out, regia di Oscar Eagle - cortometraggio (1913)
- The Policeman and the Baby, regia di Hardee Kirkland - cortometraggio (1913)
- An Equal Chance, regia di E.A. Martin - cortometraggio (1913)
- Hilda of Heron Cove, regia di E.A. Martin - cortometraggio (1913)
- With Eyes So Blue and Tender, regia di E.A. Martin - cortometraggio (1913)
- The Golden Patch, regia di W.A. Martin - cortometraggio (1914)
- The Evil We Do, regia di E.A. Martin - cortometraggio (1914)
- In Remembrance - cortometraggio (1914)
- On the Minute, regia E.A. Martin - cortometraggio (1914)
- The Taint of Madness, regia di Norval MacGregor - cortometraggio
- Somebody's Sister, regia di E.A. Martin - cortometraggio (1914)
- The Captain's Chair, regia di E.A. Martin - cortometraggio (1914)
- The Substitute Heir, regia di E.A. Martin - cortometraggio (1914)
- The Skull and the Crown, regia di E.A. Martin - cortometraggio (1914)
- The Family Record, regia di Norval MacGregor - cortometraggio (1914)
- Meller Drammer, regia di E.A. Martin - cortometraggio (1914)
- Pawn Ticket '913', regia di E.A. Martin - cortometraggio (1914)
- The Rajah's Vacation, regia di E.A. Martin - cortometraggio (1914)
- Unrest, regia di Tom Santschi - cortometraggio (1914)
- The Abyss, regia di Thomas Santschi - cortometraggio (1914)
- The Millionaire Cabby, regia di E.A. Martin - cortometraggio (1915)
- The Missing Ruby, regia di Tom Santschi - cortometraggio (1915)
- Barriera di sangue
- The Face at the Window, regia di Francis J. Grandon - cortometraggio (1915)
- Love Finds a Way, regia di Tom Santschi - cortometraggio (1915)
- The Fall of a Nation
- The Wasted Years
- A King o' Make-Believe
- The Ostrich Tip
- Heart Strategy
- The Blood of His Fathers
- Jerry in Yodel Land
- Jerry's Running Fight
- A White Man's Chance
- Please Get Married
- Pinto, regia di Victor Schertzinger (1920)
- His Royal Slyness
- Nurse Marjorie, regia di William Desmond Taylor (1920)
- Homer Comes Home
- The Jailbird, regia di Lloyd Ingraham (1920)
- Jim il minatore ('If Only' Jim), regia di Jacques Jaccard (1920)
- Black Beauty
- False Kisses
- Square Deal Cyclone, regia di Jay Marchant (1921)
- The Yellow Streak, regia di Jacques Jaccard (1921)
- The Little Minister, regia di Penrhyn Stanlaws (1921)
- Buffalo Bill (In the Days of Buffalo Bill), regia di Edward Laemmle (1922)
- Oliviero Twist (Oliver Twist), regia di Frank Lloyd (1922)
- The Extra Girl
- L'uomo che prende gli schiaffi (He Who Gets Slapped), regia di Victor Sjöström (1924)